# Солёная (река, впадает в Азовское море)
Солёная (укр. Солона) — река на Украине, по территории Бердянского района Запорожской области.

## География и гидрология
Длина реки — 18,1, площадь водосборного бассейна — 22,6 км². Ширина — 35 м, глубина — 2,0 м, скорость течения — 0,1. Берёт своё начало возле села Подспорье, течет в юго-западном направлении, где впадает в Азовское море возле поселка Набережное.

## Название
Такое название реки часто связывают с тем, что по её течению почвы часто переходят в солончаки. К тому же вода в некоторых местных колодцах и в самой реке имеет горьковатый, солоноватой привкус, то есть она насыщена солями.
Ещё одна народная версия связывает название реки с тем, что этой местностью в древности проходил Солёный (Соляной) путь — есть дорога, по которой чумаки везли соль, а на берегах этих небольших рек отдыхали. Таким образом, название реки Солёная вписывается в гидронимики этой географической зоны. Реку, которая показывала дорогу к соляным местам, люди могли назвать Солёной.